# 拉默斯鎮區 (明尼蘇達州貝爾特拉米縣)
拉默斯鎮區（英語：Lammers Township）是位於美國明尼蘇達州貝爾特拉米縣的一個行政鎮區。

## 地方資料
拉默斯鎮區的面積為90.80平方千米，當中陸地面積為90.10平方千米，而水域面積為0.70平方千米。根據2020年美國人口普查的數據，當地共有人口602人，而人口密度為每平方千米6.63人。